# サヤドー
サヤドー（ビルマ語: ဆရာတော်, Sayadaw）とは、ミャンマーの上座部仏教における敬称である。サヤド、セヤドー、セヤドと表記される場合もある。
戦前・戦後のヴィパッサナー瞑想を中心とする上座部仏教の世界への普及は、レディ・サヤドー、マハーシ・サヤドーなどを源流とする、ミャンマー（ビルマ）の仏教僧・仏教界を中心に成された。その系列の組織においてはこの敬称を頻繁に目にする。